# Collybia cirrhata
Collybia cirrhata är en svampart som först beskrevs av Heinrich Christian Friedrich Schumacher, och fick sitt nu gällande namn av Lucien Quélet 1872. Collybia cirrhata ingår i släktet Collybia och familjen Tricholomataceae.   Inga underarter finns listade i Catalogue of Life.

## Källor

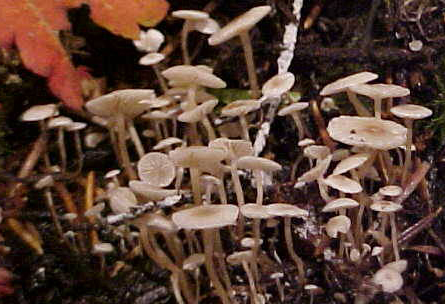